# Monteluco
Monteluco é uma fração da comuna de Spoleto, província de Perugia - PG, Região da Úmbria, Itália.
O território da fração Monteluco fica majoritariamente sobre montes ocupados por denso bosque de azinheiras, que culminam num planalto no topo de uma pequena colina de 780 m de altitude. Essa localização é considerada como um dos pontos calculados como Centro Geográfico da Itália.
A população é de apenas por 27 habitantes (Censo ISTAT 2001).
A área é acessada por uma estrada panorâmica (construída em parte graças aos prisioneiros autríacos após a Segunda Guerra Mundial), que oferece uma vista do vale de Spoleto, passando perto da famosa "Ponte delle Torri", que há muitos anos era a passagem única e obrigatória.